# Fins
Fins és un municipi francès situat al departament del Somme i a la regió dels Alts de França. L'any 2007 tenia 270 habitants.

## Demografia

### Població
El 2007 la població de fet de Fins era de 270 persones. Hi havia 96 famílies de les quals 24 eren unipersonals (12 homes vivint sols i 12 dones vivint soles), 32 parelles sense fills, 36 parelles amb fills i 4 famílies monoparentals amb fills.
La població ha evolucionat segons el següent gràfic:
Habitants censats

### Habitatges
El 2007 hi havia 124 habitatges, 103 eren l'habitatge principal de la família, 10 eren segones residències i 11 estaven desocupats. Tots els 124 habitatges eren cases. Dels 103 habitatges principals, 83 estaven ocupats pels seus propietaris, 19 estaven llogats i ocupats pels llogaters i 1 estava cedit a títol gratuït; 10 tenien tres cambres, 30 en tenien quatre i 63 en tenien cinc o més. 83 habitatges disposaven pel capbaix d'una plaça de pàrquing. A 46 habitatges hi havia un automòbil i a 43 n'hi havia dos o més.

### Piràmide de població
La piràmide de població per edats i sexe el 2009 era:
| Homes | Edats   | Dones |
| ----- | ------- | ----- |
| 0     | 95 o +  | 0     |
| 0     | 90 a 94 | 0     |
| 4     | 85 a 89 | 8     |
| 4     | 80 a 84 | 12    |
| 8     | 75 a 79 | 16    |
| 8     | 70 a 74 | 0     |
| 4     | 65 a 69 | 4     |
| 0     | 60 a 64 | 4     |
| 0     | 55 a 59 | 4     |
| 12    | 50 a 54 | 16    |
| 4     | 45 a 49 | 8     |
| 8     | 40 a 44 | 8     |
| 0     | 35 a 39 | 0     |
| 4     | 30 a 34 | 0     |
| 16    | 25 a 29 | 16    |
| 16    | 20 a 24 | 4     |
| 8     | 15 a 19 | 4     |
| 0     | 10 a 14 | 8     |
| 0     | 5 a 9   | 12    |
| 4     | 0 a 4   | 0     |

## Economia
El 2007 la població en edat de treballar era de 171 persones, 123 eren actives i 48 eren inactives. De les 123 persones actives 114 estaven ocupades (67 homes i 47 dones) i 9 estaven aturades (5 homes i 4 dones). De les 48 persones inactives 18 estaven jubilades, 12 estaven estudiant i 18 estaven classificades com a «altres inactius».

### Ingressos
El 2009 a Fins hi havia 109 unitats fiscals que integraven 272 persones, la mediana anual d'ingressos fiscals per persona era de 16.033 €.

### Activitats econòmiques
Dels 10 establiments que hi havia el 2007, 3 eren d'empreses de construcció, 3 d'empreses de comerç i reparació d'automòbils, 1 d'una empresa de transport, 1 d'una empresa d'hostatgeria i restauració, 1 d'una empresa immobiliària i 1 d'una empresa de serveis.
Dels 3 establiments de servei als particulars que hi havia el 2009, 1 era un taller de reparació d'automòbils i de material agrícola, 1 paleta i 1 fusteria.
L'any 2000 a Fins hi havia 10 explotacions agrícoles que ocupaven un total de 672 hectàrees.

## Poblacions més properes
El següent diagrama mostra les poblacions més properes.